# ISO 527-1
Die ISO 527-1 ist eine Norm für Kunststoffe zur Bestimmung der Zugeigenschaften, welche durch einen Zugversuch mit einer Zugprüfmaschine ermittelt werden. Die ISO 527-1 ersetzt als DIN EN ISO 527-1 folgende frühere DIN-Normen: DIN 53371, DIN 53455 und DIN 53457.

## Gegenstand
Die Norm beschreibt die Prüfbedingungen, die Geometrie der Prüfkörper, die Messwerterfassung, die Prüfgeschwindigkeit und die Auswertung. Das Ergebnis der Prüfung besteht in einem Spannungs-Dehnungs-Diagramm, aus dem folgende Kennwerte ermittelt werden können:
- (Zug-)Elastizitätsmodul (modulus of elasticity in tension) {\displaystyle E_{\rm {t}}}
- Streckspannung (yield stress) {\displaystyle \sigma _{\rm {Y}}}
- Streckdehnung (yield strain) {\displaystyle \epsilon _{\rm {Y}}}
- Bruchspannung (tensile stress at break) {\displaystyle \sigma _{\rm {B}}}
- Bruchdehnung (tensile strain at break) {\displaystyle \epsilon _{\rm {B}}}
- Zugfestigkeit (tensile stress) {\displaystyle \sigma _{\rm {M}}}
- Poissonzahl (Poisson’s ratio) {\displaystyle \mu }

## Kritik
Die Kennwerte des Zugversuchs nach ISO 527-1 beschreiben die Festigkeitseigenschaften von Kunststoffen nur grob. Durch definierte Versuchsbedingungen wird eine Vergleichbarkeit der an verschiedenen Proben bzw. Werkstoffen ermittelten Werte sichergestellt, die jedoch nicht mit den an einem Bauteil praktisch auftretenden Belastungen identisch sein müssen. Insbesondere verhalten sich viele Kunststoffe viskoelastisch, was zusätzliche Charakterisierungsmethoden erforderlich macht.